# Coquillettidia iracunda

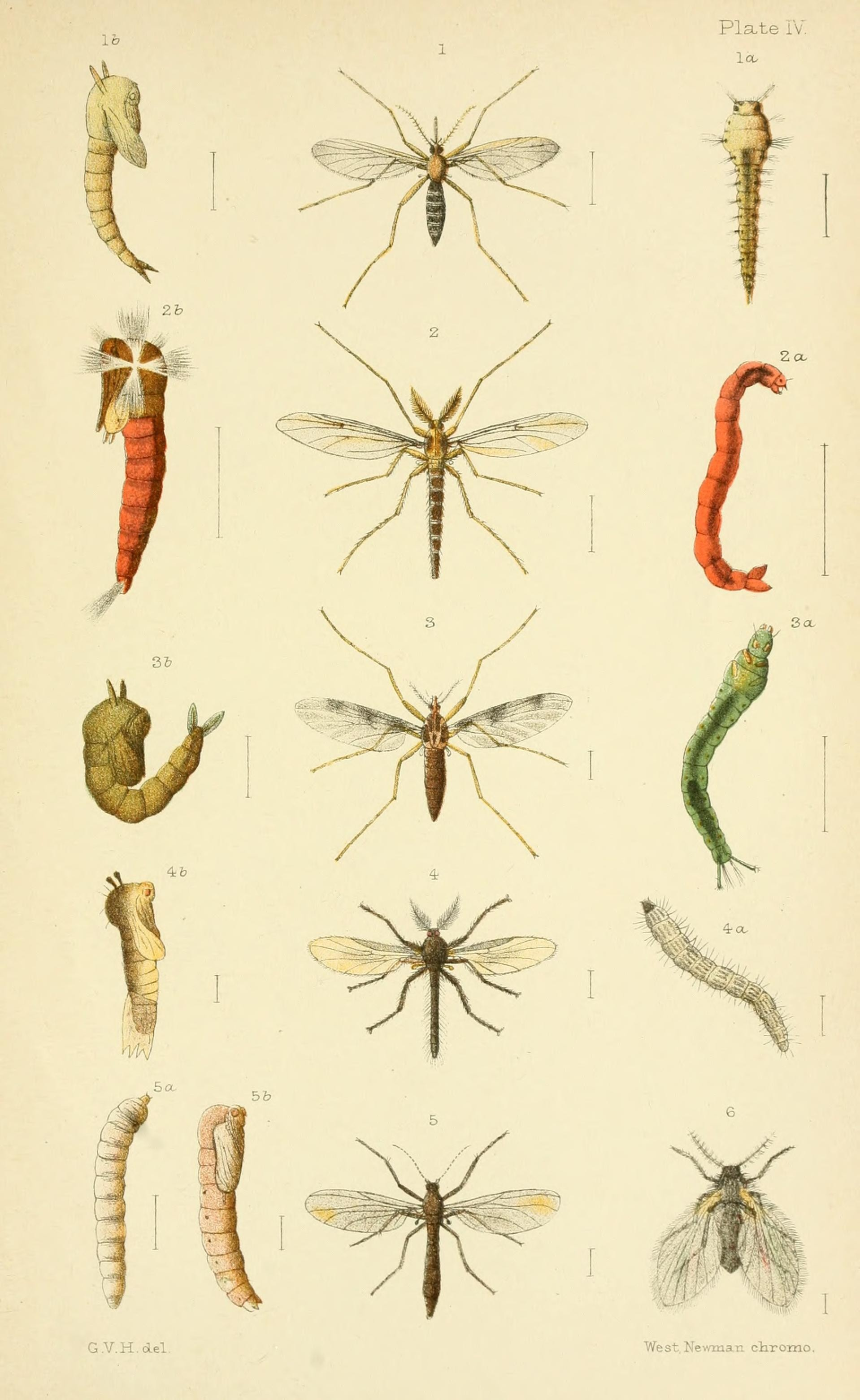
Nyazeeländska tvåvingearter och insekter

Coquillettidia iracunda är en tvåvingeart som först beskrevs av Walker 1848.  Coquillettidia iracunda ingår i släktet Coquillettidia och familjen stickmyggor. Inga underarter finns listade i Catalogue of Life.